# National Sports Stadium (Zimbabwe)
Le National Sport Stadium of Zimbabwe  de Harare est le stade de football national du Zimbabwe.
Ce stade de 60 000 places est principalement réservé à l'équipe du Zimbabwe de football. Cette enceinte sportive sert aussi à l'occasion pour le rugby à XV, l'athlétisme et des événements culturels.

## Histoire
Le stade a été fermé en novembre 2006 pour rénovation, les travaux ont duré 20 mois.